# Томас Кін
Томас Говард Кін (англ. Thomas Howard Kean; нар. 21 квітня 1935, Нью-Йорк) — американський політик-республіканець, був губернатором штату Нью-Джерсі з 1982 по 1990.
Кін закінчив Принстонський університет, а потім продовжив навчання у Колумбійському університеті. Потім він викладав політологію у Рутгерському університеті, у 1967 році був обраний членом Генеральної асамблеї Нью-Джерсі і був її спікером з 1972 по 1973.
Президент Університету Дрю з 1990 по 2005. Голова Комісії 9/11 з 15 грудня 2002 по 21 серпня 2004.